# Aeroportul Halls Creek
Aeroportul Halls Creek (IATA: HCQ, ICAO: YHLC) este un aeroport din Australia de Vest, Australia.
Situat la o altitudine de 407 m, aeroportul dispune de o singură pistă.